# Ehesache
Ehesachen sind in Deutschland gemäß § 121 FamFG Familiensachen (§ 111 Nr. 1 FamFG) auf
- Scheidung einer Ehe
- Aufhebung einer Ehe
- Feststellung des Bestehens oder Nichtbestehens einer Ehe

In Ehesachen gelten gemäß § 113 FamFG nicht alle Vorschriften dieses Gesetzes, sondern Teile der Zivilprozessordnung über das Verfahren vor den Landgerichten entsprechend.
Damit gilt in Ehesachen im Gegensatz zu anderen Familiensachen ein Anwaltszwang auch bei den Amtsgerichten.